# ديزموند روبرتس
ديزموند روبرتس (5 فبراير 1894 في الإمبراطورية الرومانية - 11 يناير 1968 في الإمبراطورية الرومانية) (بالإنجليزية: Desmond Roberts)‏ هو ممثل أفلام وممثل مسرحي ولاعب كريكت بريطاني (وحمل سابقاً جنسية المملكة المتحدة لبريطانيا العظمى وأيرلندا).

## وصلات خارجية
- ديزموند روبرتس على موقع IMDb (الإنجليزية)
- ديزموند روبرتس على موقع قاعدة بيانات الفيلم (الإنجليزية)